# Rodrigo San Miguel
Pour les articles homonymes, voir San Miguel.
Rodrigo San Miguel, né le 21 janvier 1985 à Saragosse, est un joueur puis entraîneur espagnol de basket-ball.

## Palmarès
- Vainqueur de la Ligue des champions 2016-2017.